# Thỏ đồng lầy
Thỏ đồng lầy (danh pháp hai phần: Sylvilagus palustris) là một loài động vật có vú trong họ Leporidae, bộ Thỏ. Loài này được Bachman mô tả năm 1837.

## Hình ảnh

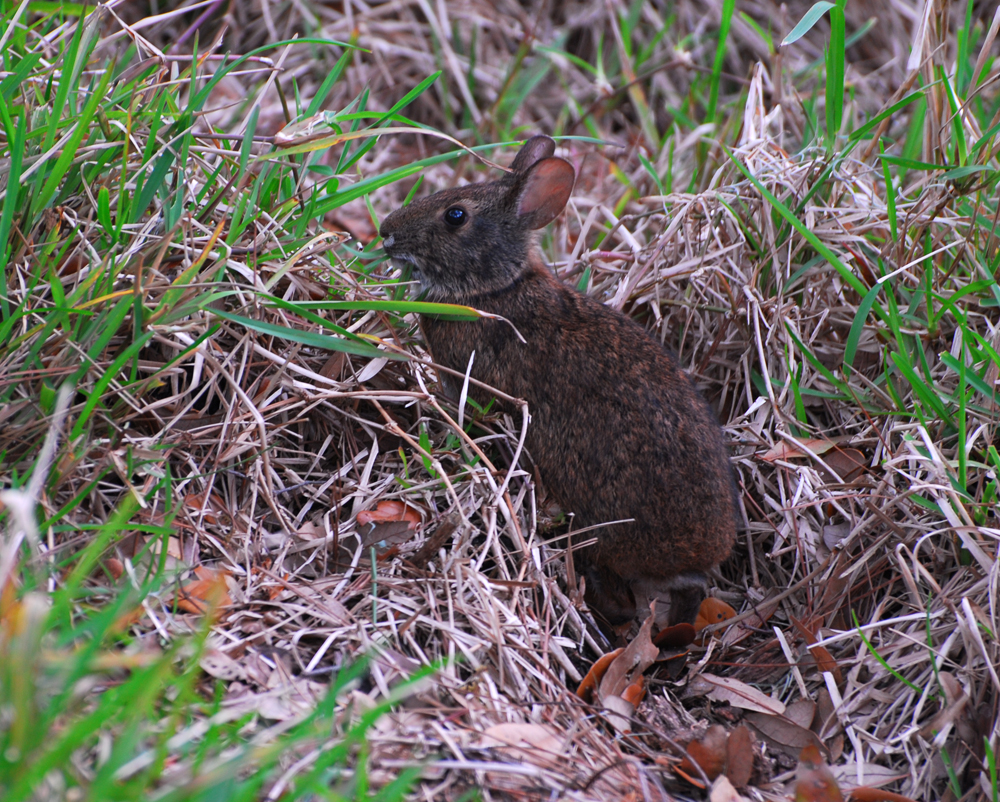
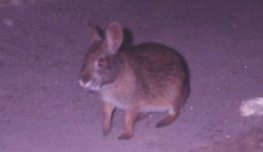
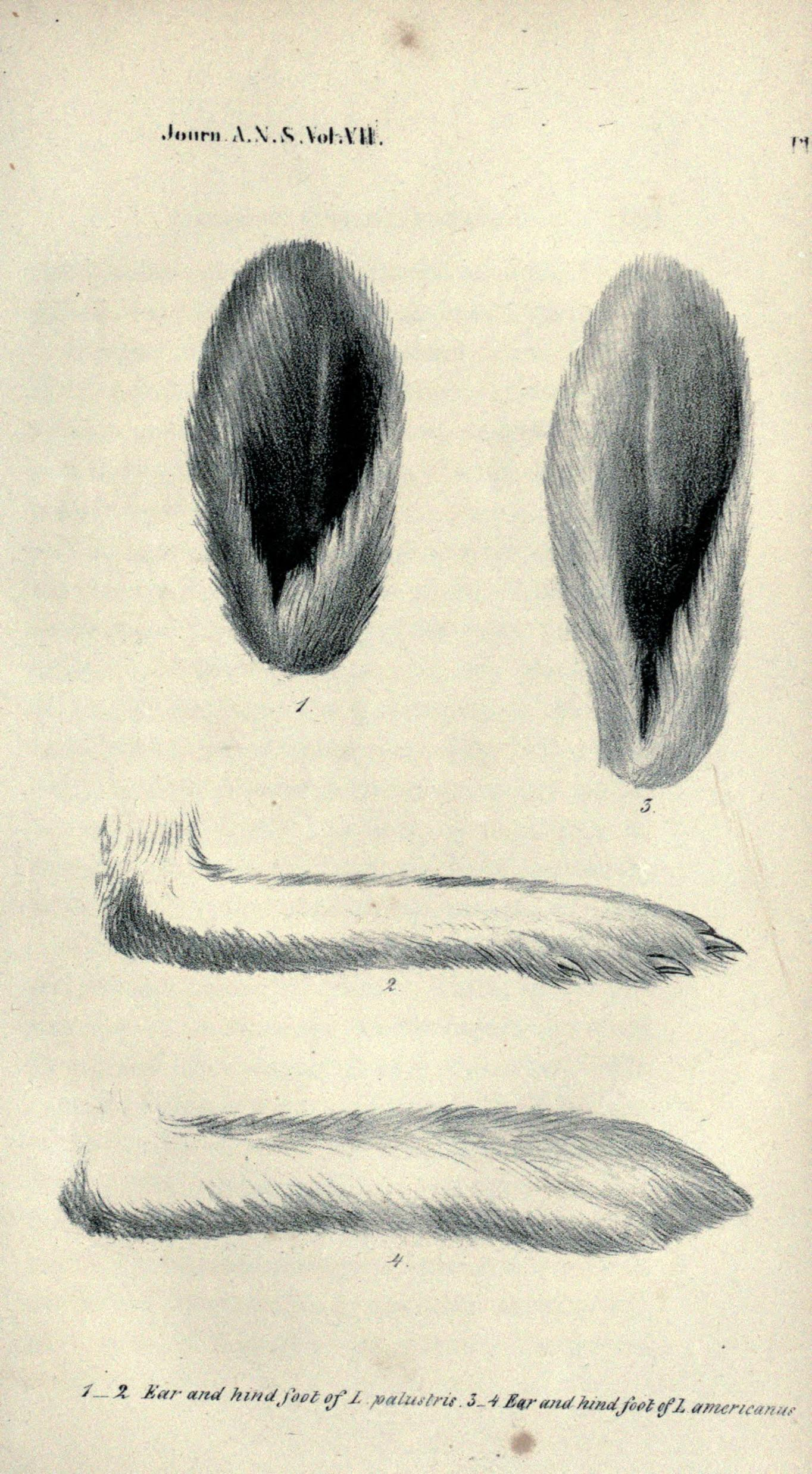
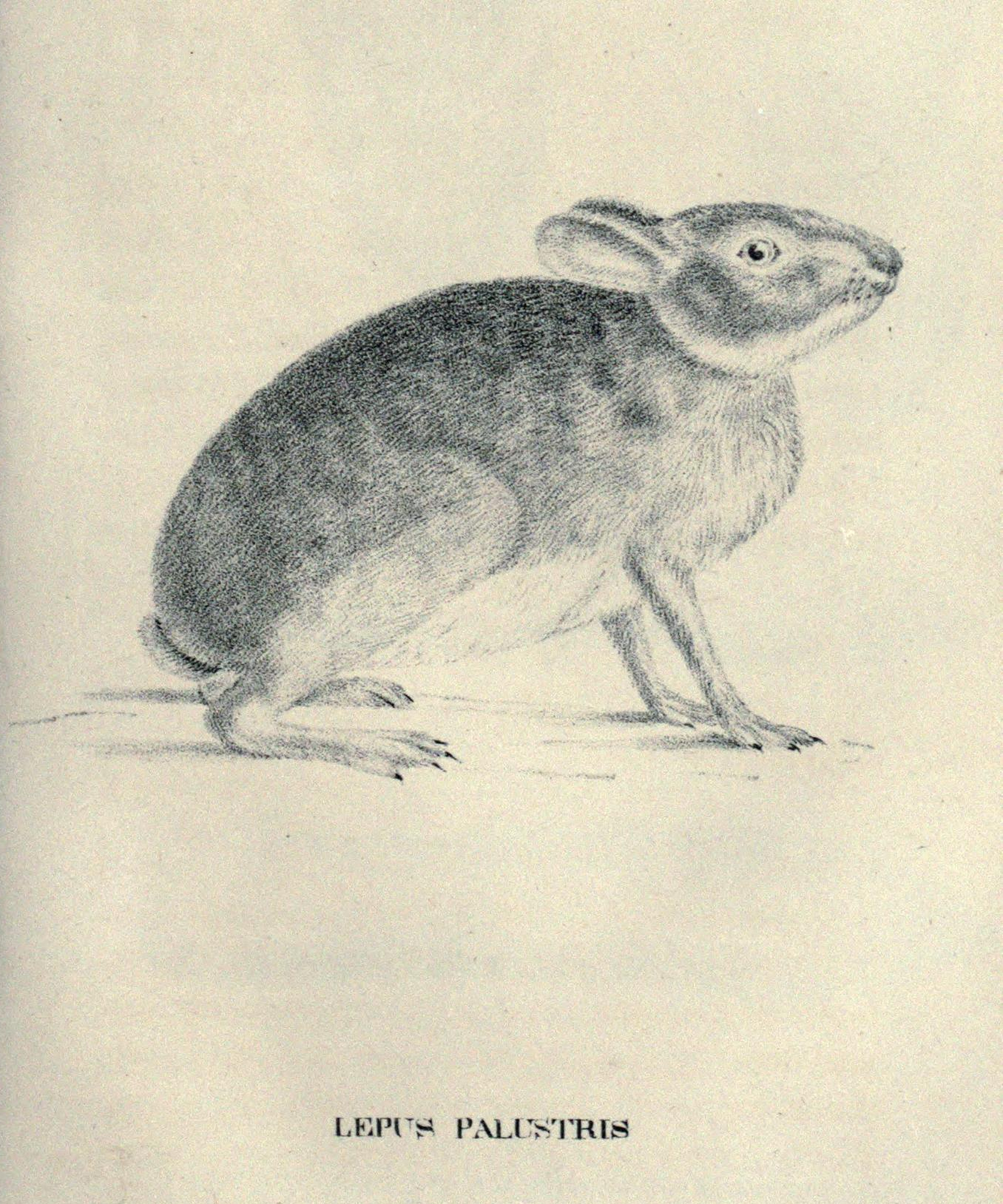